# نادي شباب أطلس خنيفرة
 نادي شباب أطلس خنيفرة هو ناد كرة قدم مغربي للرجال. تأسس النادي سنة 1943 على يد معمرين فرنسيين كانوا يقيمون في المدينة أثناء عهد الحماية. النادي المعروف اختصارا C.A.K هو نادٍ رياضي من مدينة خنيفرة وممارس بالقسم الأول - الدوري المغربي الاحترافي. كان يحمل اسم الاتحاد الزياني لكرة القدم قبل أن يغيره إلى شباب أطلس خنيفرة سنة 1945 اعتزازا بجبال الأطلس التي تتواجد بها مدينة خنيفرة. يخوض الفريق مبارياته داخل الميدان في الملعب البلدي بخنيفرة الذي تم افتتاحه سنة 1942 أي سنة قبل إنشاء النادي .
ويعد الفريق من أقدم النوادي المغربية .